# Rodgau
Rodgau est une ville allemande de l'État de la Hesse et de l'arrondissement d'Offenbach, au sud-est de Francfort. La ville compte un peu plus de 45 000 habitants.

## Histoire
| Appartenances historiques Seigneurie d'Eppstein 1108–1425 Électorat de Mayence 1425–1803 Landgraviat de Hesse-Darmstadt 1803–1806 Grand-duché de Hesse 1806–1918 République de Weimar 1918–1933 Reich allemand 1933–1945 Allemagne occupée 1945–1949 Allemagne 1949–présent |

Rodgau était contrôlée de 1425 à 1803 par l'électorat de Mayence.
Un camp disciplinaire, le camp Rollwald, a été créé dès le 21 avril 1938. Pendant la Seconde Guerre mondiale, de nombreux déportés y ont séjourné.

## Personnalités liées à la ville
- Hans Branig (1905-1985), archiviste mort à Jügesheim.